# 软件存储库
软件存储库（英語：Software repository，简称repo）是用來存儲软件包的地方。用戶可以在一些操作系统上使用程序包管理器來從軟件存儲庫下載軟體應用程式。例如CPAN就是包含了許多用Perl寫成的软件存储库。   